# Deeveya styrax
Deeveya styrax är en kräftdjursart som beskrevs av Louis S. Kornicker 1990. Deeveya styrax ingår i släktet Deeveya och familjen Thaumatocyprididae. Inga underarter finns listade i Catalogue of Life.